# آب‌مار چشم‌گربه‌ای

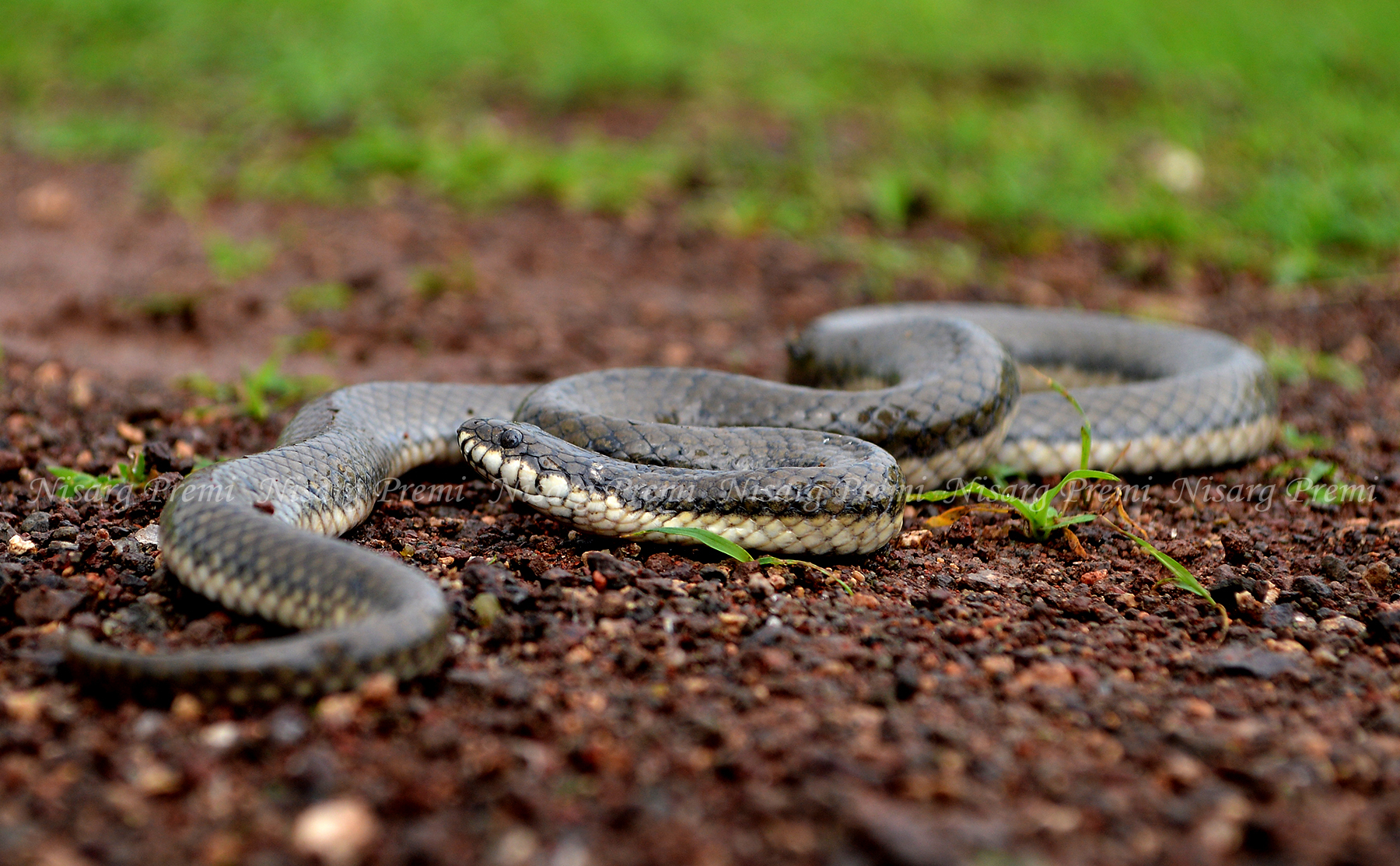
مار بوا

آب‌مار چشم‌گربه‌ای (نام علمی: Gerarda prevostiana) نام یک گونه از تیره قمچه‌ماران است.